# بريهان الرومية
بريهان الرومية (بالتركية: Romalı Perihan)‏ (إسمها الحقيقي: بريهان بينلي) (ولدت في 18 مارس 1942 في روما - 5 مايو 2016) مغنية تركية، ورسامة، وعارضة أزياء، وكاتبة مقالات بالعمود وممثلة وقد تزوجت في إيطاليا بالنبيل الإيراني بيجان إسفندياري – الأمير البختياري.
نشأت بريهان الرومية وترعرعت في مدينة روما ولقبتها وسائل الإعلام الإيطالية في تلك الآونة بألقاب مثل «لا بيلا تورجا» و «لا تورجا رومانا». وكانت بريهان الرومية كثيراً ما تلقب بالأميرة بريهان الرومية والأميرة سوبرانو. وتعلمت بريهان الرومية في دي آرتي دراماتيكا سيلفيو داميكو الأكاديمية القومية لفترة قصيرة وذلك قبل أن تتولى مهنة مطربة في عمر السابعة عشر من عمرها. وكانت بريهان الرومية إحدى الأسماء الرائدة في المجتمع الأوروبي. وتجيد بريهان الرومية اللغة التركية واللغة الإيطالية بدرجة كبير وتتكلم أيضاً خمس لغات. وعلاوة على ذلك فإن بريهان الرومية هي رئيسة شرفية بمؤسسة ثقافة الشعراء والكتاب وأيضاً رئيسة شرفية بجمعية ثقافة الكتاب والشعراء. ومثلت «لا بيلا تورجا» في العديد من الأفلام تحت إخراج المخرج الإيطالي «فيديريكو فيليني». ومثلت بريهان في الأفلام نفسها مع ممثلين مشهورين في تلك الفترة مثل أنطونيو مارغيريتي ، ودينو دي لورينتيس، و رمزي جونتورك، وروبرتو بيانكي مونتيرو ، و سيرجي بوندار تشوك ، و يلماز جوني و زكي ألاسيا. وعٌرفت بريهان بإسمها المستعار وهو «بيهان الرومية» حيث قاله زكي مورين لها لأول مرة في تركيا. أما في وسائل الإعلام الأوروبية فقد عُرقت بريهان بأسماء مثل " Peri-Han, Peri Han, Pery Han ".

## مهنتهاالموسيقية

### LP'leri
- كنت أنا هو: قصته (1976) (كلمات الأغنية: بير باشليه، أولكو العكر)[6]
- حينما رأيتك (كلمات الأغنية: كونسويلو فيلاسكيز)[7]
- من أين لأين (كلمات الأغنية: لاس جريكاس)[7]
- Vay Başıma Gelenler : (كلمات الأغنية: روبرت «بوب» ماركوكي، بيتر دي أنجليس)[7]
- عالم الأرابيسك لبريهان الرومية[4]
- «لا تذهب فأنا أحتاجك»
- أتيت ليك أنت

## الإنتاج
- كان يا ما كان (موسيقى أوسي، عام 2008) (شاركت في دبلجة أغنية «تاريخ ديفوار» أو " "[8]

## أفلامها
| العام | العنوان                     | الدور  | ملحوظات |
| ----- | --------------------------- | ------ | ------- |
| 1960  | الحياة حلوة                 |        | فيلم    |
| 1969  | الآلهة                      | جوديس  | فيلم    |
| 1970  | واترلو                      |        | فيلم    |
| 1971  | الصفحة الإلكترونية للعنكبوت |        | فيلم    |
| 1971  | عين العنكبوت                |        | فيلم    |
| 1973  | إيل ماجنات                  |        | فيلم    |
| 1975  | المبتهج                     |        | فيلم    |
| 1978  | النمور لا تبكي              | بريهان | فيلم    |
| 1980  | المجانين الأذكياء           |        | فيلم    |
| 1982  | الوداع يا صديقي             |        | فيلم    |
| 1989  | ليلة ما                     | سونا   | فيلم    |

## كممثلةضيف شرف
| العام | اسم الفيلم | الدور                           | ملحوظات |
| ----- | ---------- | ------------------------------- | ------- |
| 1974  | المفلسين   | دبلجة أغنية " بارلا بيو بيانو " | فيلم    |

## الجوائز
| العام | الجائزة                  | التصنيف                          | النتيجة | المرجع |
| ----- | ------------------------ | -------------------------------- | ------- | ------ |
| 2008  | جائزة مجلة مهلا عام 1976 | أفضل مطربة بالعام عن أوموت فيرين | لم تفز  | [ 9 ]  |

## وصلات خارجية
- بريهان الرومية على موقع IMDb (الإنجليزية)
- بريهان الرومية على موقع ميوزك برينز (الإنجليزية)
- بريهان الرومية على موقع ديسكوغز (الإنجليزية)

- الموقع الرسمي (باللغة التركية)
- بريهان الرومية في Sinemalar.com [التركية]
- بريهان الرومية في قاعدة البيانات على الإنترنت

```
في 
تويتر
```